# یواس‌اس ایندیانا (اس‌اس‌ان-۷۸۹)
یواس‌اس ایندیانا (اس‌اس‌ان-۷۸۹) (به انگلیسی: USS Indiana (SSN-789)) یک زیردریایی است که طول آن 114.9 meters (377 feet) می‌باشد.